# Sinfonia em Três Movimentos (Stravinsky)
A Sinfonia em Três MovimentosPT-BR  ou Sinfonia em Três AndamentosPT-EU é uma obra do compositor russo expatriado Igor Stravinsky. Stravinsky escreveu esta sinfonia entre 1942 e 1945, comissionado pela Philharmonic Symphony Society of New York. Sua première pela New York Philharmonic Orchestra sob regência do próprio Stravinsky ocorreu a 24 de janeiro de 1946.
A Sinfonia em Três Movimentos é considerada a primeira grande composição de Stravinsky após emigrar para os Estados Unidos.
Uma performance típica desta sinfonia dura aproximadamente 20-25 minutos e é composta por três andamentos:
1. Overture; Allegro (cerca de 10 minutos)
2. Andante; Interlude: L'estesso tempo (cerca de 6 minutos)
3. Con moto (cerca de 6 minutos)

Stravinsky, Igor  | Sinfonia em 3 movimentos
Instrumentação:
3 flautas com flautim 
2 oboés 
3 clarinetes com clarone (clarinete baixo)
3 fagotes com contra-fagote
4 trompas 
3 trompetes
3 trombones
1 tuba
Tímpano 
Percussão 
Harpa
Piano 
Cordas